# 聖巴托洛梅佩魯拉皮亞

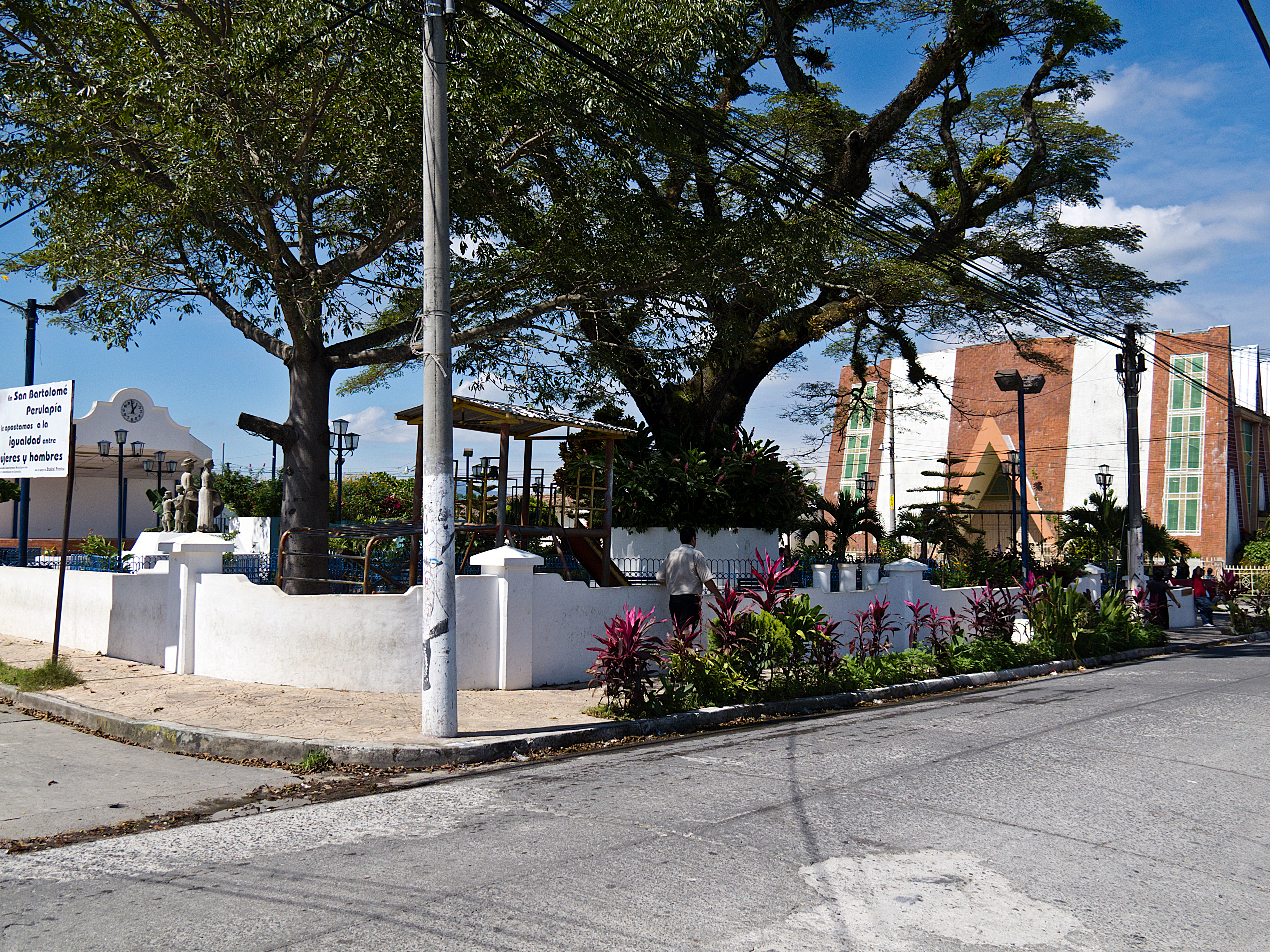

聖巴托洛梅佩魯拉皮亞（西班牙語：San Bartolomé Perulapía），是薩爾瓦多的城鎮，位於該國中部，由庫斯卡特蘭省負責管轄，面積12.31平方公里，海拔高度652米，2007年人口8,058，人口密度每平方公里654.59人。
13°45′57″N 89°3′3″W / 13.76583°N 89.05083°W